# 国立公州博物館
国立公州博物館（こくりつこんじゅはくぶつかん、朝: 국립공주박물관）は、大韓民国忠清南道公州市にある文化体育観光部傘下の国立歴史博物館。
主に熊津が首府であった百済時代の様々な工芸品や武寧王陵から発掘された文物を中心に所蔵・展示している。忠清南道、公州、大田、武寧王陵などから発掘された文物が収蔵されている。
博物館は公州市観光団地の熊津地区にある。

## 沿革
1946年4月に国立博物館公州別館として開館。1972年12月、国立中央博物館公州分館と改称。1975年8月に国立博物館公州分館から国立公州博物館に改称。2004年に新築移転・開館。

## 展示
常設展示は、熊津展示室、忠清南道先史古代文化室。屋外展示もある。特別展として随時特別展示が行われている。忠清圏域収蔵庫、熊津百済子供体験室もある。
国宝19点、文化財約10,000点を収蔵している。

## 交通
- 韓国鉄道公社KTX・大田駅から市外バス